# Lipoproteine (Posttranslationale Modifikation)
Lipoproteine sind spezielle Proteine, die in allen Lebewesen und Viren außer den Archaeen vorkommen. Ihre Besonderheit ist, dass sie am N-Terminus des Proteins kovalent an ein Lipid gebunden sind, wodurch das Protein meist fettlöslich wird oder in einer Plasmamembran verankerbar wird. Entsprechend viele Lipoproteine sind daher Membranproteine. Im Jahr 2010 waren in der zentralen Proteindatenbank UniProt über 71,000 Proteine mit dieser Modifikation in allen Lebewesen bekannt.
Die Bindung des Proteins erfolgt entweder an ein Glycolipid, ein Glycerolipid, oder eine Fettsäure wie Farnesylat oder Myristat. Diese Veränderung ist eine posttranslationale Modifikation, das heißt, sie findet nach der Translation des Proteins mithilfe spezieller Enzyme statt.
Die Einteilung geschieht je nach gebundenem Lipid, die häufigsten sind:
- Proteine mit GPI-Anker in Eukaryoten
- Proteine mit GPI-ähnlichem Anker, bei dem ein ähnlich komplexes Oligoglycan mit einer Sphingolipid-Inositol-Einheit verknüpft ist; ebenfalls nur in Eukaryoten
- bakterielle Proteine, bei denen ein Cystein über seine Thiolgruppe als Thioester mit 1,2-Diacylglycerinen verbunden ist
- Myristoylproteine, die in Eukaryoten und deren Viren vorkommen; sie sind nicht auf die Membran festgelegt
- Palmitoylproteine in Bakterien und Eukaryoten
- prenylierte Proteine in Eukaryoten und Viren; ein Spezialfall sind farnesylierte Proteine